# Rollinia pittieri
Rollinia pittieri Saff. – gatunek rośliny z rodziny flaszowcowatych (Annonaceae Juss.). Występuje naturalnie w Nikaragui, Kostaryce, Panamie, Ekwadorze, Peru, zachodniej Brazylii oraz w Boliwii. 

## Morfologia
PokrójZimozielone drzewo dorastające do 25 m wysokości. Młode pędy są owłosione.
LiścieMają kształt od podłużnie eliptycznego do podłużnie lancetowatego. Mierzą 6,5–14,5 cm długości oraz 2–5,5 cm szerokości. Są owłosione od spodu. Nasada liścia jest od rozwartej do klinowej. Blaszka liściowa jest o wierzchołku od ostrego do spiczastego.
KwiatySą zebrane po 3–4 w pęczki, rozwijają się w kątach pędów. Działki kielicha mają owalny kształt, są omszone i dorastają do 1 mm długości. Płatki mają odwrotnie jajowaty kształt, są omszone i osiągają do 27 mm długości.
OwoceSynkarpiczne, o kulistym kształcie. Osiągają 2 cm średnicy. Owocnia jest gładka i retykulowana.

## Biologia i ekologia
Rośnie w wiecznie zielonych lasach, na terenach nizinnych. Owoce dojrzewają w sierpniu.